# سرية سبنسر
سرية سبنسر (بالإنجليزية: Spenser Confidential)‏ هو فيلم أكشن كوميدي أمريكي من إخراج بيتر بيرغ وبطولة مارك والبيرغ، وينستون ديوك وألان آركين، صدر الفيلم على منصة نتفليكس في 6 مارس 2020.

## روابط خارجية
سرية سبنسر على موقع IMDb (الإنجليزية)
- سرية سبنسر على موقع ميتاكريتيك (الإنجليزية)
- سرية سبنسر على موقع روتن توميتوز (الإنجليزية)
- سرية سبنسر على موقع نتفليكس (الإنجليزية)
- سرية سبنسر على موقع ألو سيني (الفرنسية)
- سرية سبنسر على موقع فيلمافينيتي (الإسبانية)
- سرية سبنسر على موقع قاعدة بيانات الفيلم (الإنجليزية)
- سرية سبنسر على موقع ليتربوكسد (الإنجليزية)
- سرية سبنسر على موقع كينوبويسك (الروسية)